# Mezira membranacea
Mezira membranacea är en insektsart som först beskrevs av Fabricius 1803.  Mezira membranacea ingår i släktet Mezira och familjen barkskinnbaggar. Inga underarter finns listade i Catalogue of Life.